# Contee della Carolina del Nord

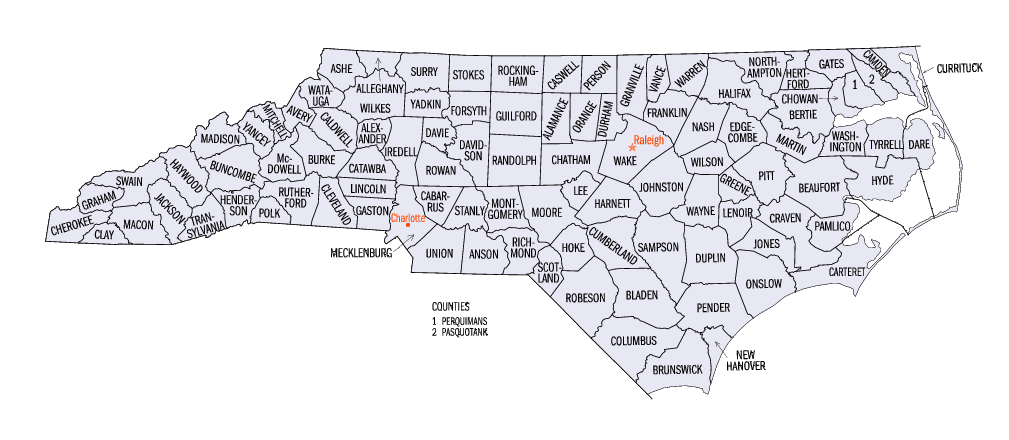
Contee della Carolina del Nord

Contee della Carolina del Nord:
1. Alamance
2. Alexander
3. Alleghany
4. Anson
5. Ashe
6. Avery
7. Beaufort
8. Bertie
9. Bladen
10. Brunswick
11. Buncombe
12. Burke
13. Cabarrus
14. Caldwell
15. Camden
16. Carteret
17. Caswell
18. Catawba
19. Chatham
20. Cherokee
21. Chowan
22. Clay
23. Cleveland
24. Columbus
25. Craven
26. Cumberland
27. Currituck
28. Dare
29. Davidson
30. Davie
31. Duplin
32. Durham
33. Edgecombe
34. Forsyth
35. Franklin
36. Gaston
37. Gates
38. Graham
39. Granville
40. Greene
41. Guilford
42. Halifax
43. Harnett
44. Haywood
45. Henderson
46. Hertford
47. Hoke
48. Hyde
49. Iredell
50. Jackson
51. Johnston
52. Jones
53. Lee
54. Lenoir
55. Lincoln
56. Macon
57. Madison
58. Martin
59. McDowell
60. Mecklenburg
61. Mitchell
62. Montgomery
63. Moore
64. Nash
65. New Hanover
66. Northampton
67. Onslow
68. Orange
69. Pamlico
70. Pasquotank
71. Pender
72. Perquimans
73. Person
74. Pitt
75. Polk
76. Randolph
77. Richmond
78. Robeson
79. Rockingham
80. Rowan
81. Rutherford
82. Sampson
83. Scotland
84. Stanly
85. Stokes
86. Surry
87. Swain
88. Transylvania
89. Tyrrell
90. Union
91. Vance
92. Wake
93. Warren
94. Washington
95. Watauga
96. Wayne
97. Wilkes
98. Wilson
99. Yadkin
100. Yancey